# Siglo XX a. C.
El siglo veinte antes de Cristo comenzó el 1 de enero del 2000 a. C. y terminó el 31 de diciembre del 1901 a. C.

## Acontecimientos
- 2000 a. C.: 
  - Comienzan a usarse recipientes metálicos en las cocinas chinas de Dayagzhou.[1]
  - Culmina la fase principal de la construcción del monumento megalítico de Stonehenge, en el sur de Gran Bretaña.[1]
  - De esta época se presume la escritura del Poema de Gilgamesh, la obra más conocida de la literatura sumeria; ensalza las proezas de Gilgamesh, quien gobernó Uruk (c. 2700-2650 a. C.). El poema, que podría considerarse la primera leyenda, plantea los grandes interrogantes humanos: el significado de la vida, la angustia ante la muerte y la búsqueda de la inmortalidad.[1]
  - Empieza a fabricarse la cerámica vidriada egipcia, que se caracteriza por el barniz azul o verde oscuro sobre una pasta con gran cantidad de polvo de cuarzo.[1]
  - En China los libros se hacen con láminas de madera de bambú unidas con cuerdas.[1]
  - En Grecia se funda la aldea de Argos.
  - En la península itálica se asientan los primeros seres humanos en las Siete Colinas (en la actual Roma).
  - En Pakistán se desarrolla la civilización del valle del Indo.
  - Ingresan a Grecia familias de dorios.
  - Inicio del desarrollo de la acupuntura en China, procedimiento médico basado en la inserción de agujas en determinados puntos del cuerpo.[1]
  - La plomada es el instrumento de navegación más importante antes de la invención de la brújula. Los egipcios la usaban para determinar la profundidad y la naturaleza del lecho del mar.[1]
  - Primeras recetas en Mesopotamia para fabricar jabón.[1]
  - Primeras referencias de que en China se practica la odontología.
  - Se construye el palacio de Cnosos en Creta, de donde surge el famoso mito del Minotauro.[1]
  - Se construyen en Mesopotamia, Siria y Cnosos, los primeros canales en bloque de piedra y cañerías de terracota, que aportaron mayor eficacia en el aprovechamiento del agua.[1]
  - Se domestican gallinas y elefantes en el valle del Indo.[1]
  - Se escribe el poema de la cosmogonía asirio-babilónica Enuma Elish ("Cuando en la parte superior", sus palabras iniciales), en el que se reconoce a Marduk como el creador del universo, los dioses y la humanidad.[1]
- 2000-1600 a. C.: Florece en Creta la civilización minoica.[1]
- 2000-1500 a. C.: Primeros números chinos que utilizaban el sistema decimal aparecen en huesos grabados.[1]
- 1990-1765 a. C.: Dinastía Xia, primera dinastía china, fundada por el príncipe Yu, a la que pertenecieron 18 reyes.[1]
- Cerca 1980 a. C.: se instaura la dinastía XII de Egipto (segunda dinastía del Imperio Medio de Egipto), que se prolongaría hasta principios del siglo XVIII a. C. La dinastía XII reorganiza el estado, estableciéndose una férrea centralización administrativa. El Imperio Medio surge después del primer periodo intermedio de Egipto, que es posterior al Imperio Antiguo de Egipto.
- 1990 a. C.: en la península griega, comienza el período heládico medio (edad de Bronce).
- En Creta comienza la construcción de palacios minoicos. Es la denominada «época de los primeros palacios», que abarca desde el 2000 hasta el 1570 a. C.
- 1900 a. C.: en el mar Muerto (Palestina y Jordania) sucede un terremoto. Se desconoce la cantidad de muertos. Ver Terremotos anteriores al siglo XX.